# Música sacra

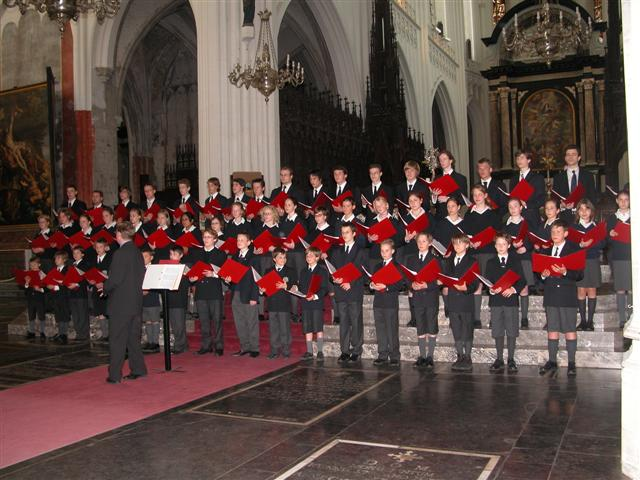
O Coro da Catedral de Antuérpia

A música sacra, em sentido restrito (e mais usado), é a música erudita própria da tradição religiosa cristã católica e ortodoxa. Em sentido mais amplo é usado como sinônimo de música litúrgica, que é a música própria para missas e ritos religiosos.

## Histórico

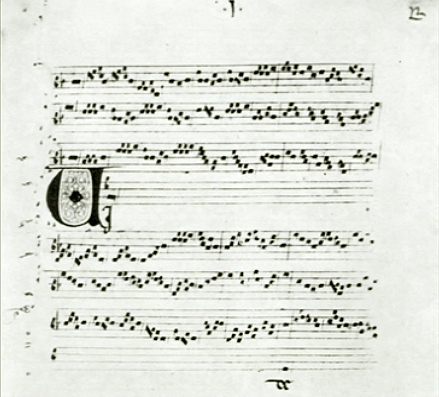
Abertura de Viderunt omnes, MS Pluteo 29, 1, Bibliotheca Mediceo-Laurenziana, Florença

A música sacra pode ser compreendida em sentido mais limitado, denotando a música de natureza erudita inerente à tradição judaico-cristã. Ou ser percebida em seu significado mais amplo, referindo-se a toda música executada nas cerimonias de toda e qualquer religião. Aqui se ressalva que há uma diferença grande do gênero gospel para música sacra.
A música sacra é entendida como um trabalho ou "dom" dedicado ao sagrado, ou seja, a arte da música própria para o sagrado ou pelo sagrado. O sagrado sendo entendido como apropriação cristã, um hino de louvor dedicado à divindade cristã ou ainda aos santos, como ocorre na Igreja Católica.
Os pesquisadores divergem a respeito do que seja realmente a música sacra. Geralmente ela é conceituada como musicalidade não profana, criada para animar os sentimentos humanos da natureza do sagrado e da espiritualidade. Vale lembrar que uma canção ser composta por um autor religioso não a transforma necessariamente em uma música sacra. Assim sendo, embora toda musicalidade sacra seja de teor espiritual, nem toda composição religiosa é uma canção sacra. 
A expressão foi criada pela primeira vez durante a Idade Média, quando se decidiu que deveria haver uma teoria musical distinta para a música das missas e a música do culto, e tem em sua forma mais antiga o canto gregoriano. A música sacra foi desenvolvida em todas as épocas da história da música ocidental, desde o Renascimento (Arcadelt, Des Près, Palestrina), passando pelo Barroco (Vivaldi, Bach, Haendel), pelo Classicismo (Haydn, Mozart, Nunes Garcia), pelo Romantismo (Bruckner, Gounod, César Franck, Saint-Saëns) e finalmente o Modernismo (Penderecki, Amaral Vieira).

### Música no cristianismo primitivo
O cristianismo começou como uma pequena e perseguida congregação judaica. A princípio, não houve ruptura com a fé judaica e os cristãos ainda iam às sinagogas e ao Templo de Jerusalém, assim como Cristo tinha feito, e, presumivelmente, ainda mantinham as mesmas tradições musicais em seus encontros privativos. O único registro de música comunal nos Evangelhos é no último encontro entre os discípulos antes da crucificação de Jesus. Fora dos Evangelhos, há uma referência a São Paulo encorajando os efésios e os colossenses a usarem salmos, hinos e músicas espirituais.
Posteriormente, há uma referência em Plínio, que escreve para o imperador Trajano (r. 61-113) pedindo conselhos sobre o que fazer com os cristãos da Bitínia e descreve a prática que eles tinham de se encontrar antes do nascer-do-sol e repetir, antifonalmente "um hino para Cristo". A salmódia antifonal é a música cantada ou tocada de forma alternada por grupos distintos. A estrutura simétrica dos salmos hebreus torna possível que este método antifonal tenha se originado os serviços litúrgicos dos antigos israelenses. De acordo com o historiador Sócrates Escolástico, a introdução deste tipo de canto no culto cristão se deu por causa de Inácio de Antioquia (m. 107) que, numa visão, havia visto os anjos cantando em coros alternados.
O uso de instrumentos na música do cristianismo primitivo parece não ter tido boa recepção. No final do século IV e início do V, São Jerônimo escreveu que uma donzela cristã não deveria sequer saber como se parecem um lira ou uma flauta, ou pra que servem.
Tradicionalmente, acredita-se que a introdução do órgão se deu no tempo do papa Vitaliano, no século VII.

## Formas de música sacra
Algumas formas que se enquadram dentro da música sacra são os motetes, que são peças baseadas em textos religiosos - quase sempre em latim, os salmos, que são uma forma particular de motetes baseadas no Livro dos Salmos, a missa, oriunda da liturgia católica e geralmente dividida em seis partes básicas (Kyrie, Gloria, Credo, Sanctus, Benedictus e Agnus Dei) e o réquiem, ou missa dos mortos, que inclui as partes básicas da missa e mais outras (Dies Irae, Confutatis, Lacrimosa, etc.).

### Motete
Alguns textos musicados em motete, por vários compositores, são:
- Dies Iræ
- Te Deum
- Ave Maria
- Pater Noster
- Stabat Mater
- Magnificat
- Ave Verum Corpus
- Exsultate Jubi
- Glória a Deus nas alturas
- Réquiem

## Natureza da música sacra
Considerando a etimologia da palavra "sacro", música sacra é a música vinculada à religião, associar música sacra a um ritmo musical é anacrônico e obsoleto, A ideia de sacro segundo o dicionário Michaelis é: "sacro = sagrado", A Música sacra não pode ser confundida com o "canto congregacional" que cada religião tem suas próprias regras musicais e teológicas para a sistematização de seus respectivos "hinos", a música sacra é um termo genérico a todo tipo de música usado em um determinado culto religioso, por exemplo, se alguma denominação adota cânticos em ritmo de samba em seus respectivos cultos, essa música pode ser considerada sacra, mesmo divergindo do ritmo erudito, tendo em vista que o sentido real e etimológico de sacro não vincula o termo a um tipo de ritmo musical.
Argumenta-se que não há uma distinção precisa entre a música que expressa os sentimentos de natureza sagrada ou religiosa e que expressa os demais. As obras sagradas de Bach são musicalmente similares às seculares. Mozart se utilizou de partes de suas composições religiosas em cantatas seculares e trechos de suas óperas para fins eclesiásticos. Uma missa também pode ser compilada somente a partir das composições seculares de Haydn.
Por outro lado, Santo Agostinho afirma que "Cantar uma vez é rezar duas" (em latim: Qui cantat, bis orat), sugerindo que há sim pensamentos e sensações que podem ser expressados pela música nos quais uma oração se oferece, separada das palavras da própria oração.
Música, ao contrário da arte ou da arquitetura, não representa objetos físicos e, ao contrário da poesia, é independente do pensamento proposicional. Assim, ela pode levar as emoções humanas a lugares que outras obras de arte não conseguem, uma prospecto de fuga da existência mundana. Música também é apropriada para o caráter de sacrifício do culto, particularmente na tradição cristã, sendo uma oferenda a Deus. A música é uma maneira de permitir que um grande número de fiéis formem uma efetiva comunhão, expressando sua fé e sua oferenda juntos, em público. Finalmente, a música também tem um papel evangélico de atrair aqueles cujo entusiasmo pelos assuntos religiosos não é suficiente por si só.

## Documentos da Igreja Católica sobre música sacra
A Igreja Católica, desde a Idade Média, emitiu determinações sobre a música sacra, na forma de bulas, encíclicas, constituições, decretos, instruções, motu proprio, ordenações e outras. A maior parte dessas decisões foi local ou pontual, porém algumas tiveram caráter geral, dentre as quais, segundo Paulo Castagna, estão os doze conjuntos de determinações mais impactantes na prática e produção desse repertório, do século XIV ao século XX:
1. A Bula Docta Sanctorum de João XXII (1322)
2. O Decreto do que se deve observar, e evitar na celebração da Missa de 17 de setembro de 1562, da Seção XXII do Concílio de Trento
3. O Cæremoniale Episcoporum (Cerimonial dos Bispos), publicado por Clemente VIII em 1600, reformado por Bento XIV em 1752 e por Leão XIII 1886.
4. Os Decretos da Sagrada Congregação dos Ritos (1602-1909)
5. A Constituição Piæ sollicitudinis studio, de Alexandre VII (23 de abril de 1657)
6. A Carta Encíclica Annus qui hunc, do papa Bento XIV (19 de fevereiro de 1749)
7. A Ordinatio quoad sacram musicen, da Sagrada Congregação dos Ritos (25 de setembro de 1884)
8. O Decreto Quod sanctus Augustinus de Leão XIII (7 de julho de 1894), ratificado pela Sagrada Congregação dos Ritos como decreto n.3830
9. O Motu Proprio Inter pastoralis officii sollicitudines (Tra le sollecitudini) de Pio X (22 de novembro de 1903)
10. A Carta Encíclica Musicæ sacræ disciplina sobre a música sacra, do papa Pio XII (25 de dezembro de 1955)
11. A Instrução De musica sacra et sacra liturgia, da Sagrada Congregação dos Ritos, no pontificado do papa João XXIII (3 de setembro de 1958)
12. O Decreto Sacrosanctum Concilium sobre música sacra do Concílio Vaticano II (4 de dezembro de 1963)